# Panurginus herzi
Panurginus herzi är en biart som beskrevs av Morawitz 1892. Panurginus herzi ingår i släktet bergsbin, och familjen grävbin. Inga underarter finns listade i Catalogue of Life.